# Deportes Iberia
El Deportes Iberia és un club de futbol xile de la ciutat de Los Ángeles.

## Història

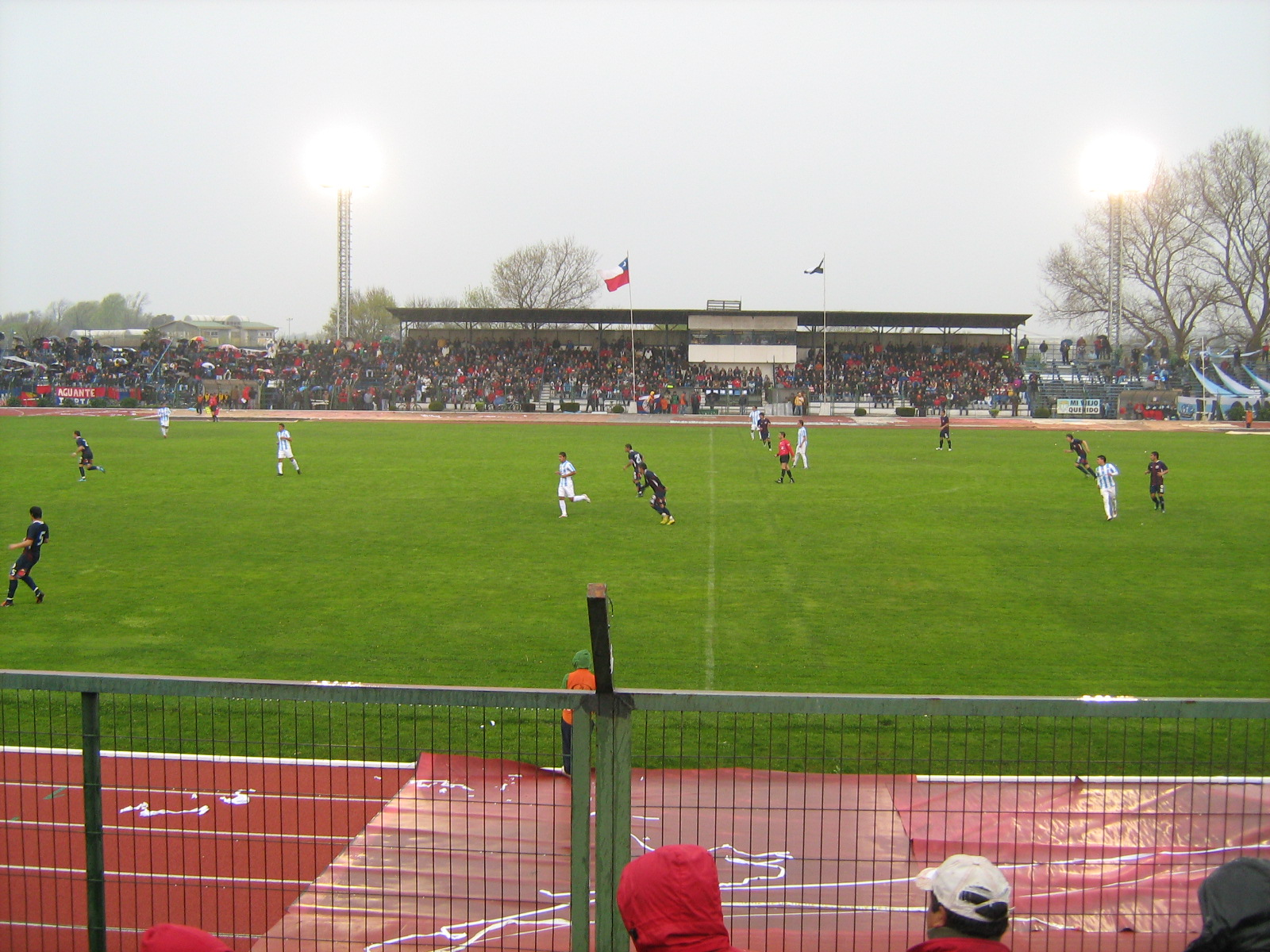
Estadi.

El club va ser fundat el 15 de juny de 1933, a Conchalí (Santiago). El 1946 ingressà a primera divisió, on jugà fins 1954, quan baixà a segona, essent el primer club xilè en baixar a segona en la història.
Es traslladà a Puente Alto entre 1966 i 1968 i a Los Ángeles, Regió del Bío-Bío des de 1969. El 1992 baixà a tercera divisió, i la temporada 2013-14 retornà a segona (Primera B).
Manté forta rivalitat amb el club Malleco Unido d'Angol i Curicó Unido.

## Palmarès
- Tercera divisió xilena de futbol (Segunda División Profesional): 
  - 2012, 2013, 2013-14

- Copa Apertura Segunda División: 
  - 1984

- División de Honor Amateur (DIVHA): 
  - 1945